# Movement in Black
Movement In Black es un libro de poesía de la feminista lesbiana negra Pat Parker.

## Historia
La antología fue publicada originalmente por Diana Press en 1978. Cuando Diana Press cerró en 1979, Movement In Black se agotó. En 1983, Crossing Press publicó una edición facsímil de la colección.Tras la muerte de Parker en 1989, Firebrand Books publicó su primera edición de la colección, que incluía un prólogo de Audre Lorde y una introducción de Judy Grahn. Diez años más tarde, Firebrand lanzó "una edición ampliada de Movement In Black", que incluye una nueva sección de trabajos inéditos, una introducción de Cheryl Clarke y Celebrations, Remembrances, Tributes, de diez escritoras más, entre ellas Lorde, Angela Davis, Pamela Sneed y Barbara Smith.

## Temas
Los poemas se centran en las experiencias de Parker como mujer negra, lesbiana, feminista, madre, escritora, poeta y activista. En sus tres primeras ediciones, Movement In Black contó con cuatro secciones: Married, Liberation Fronts, Being Gay y Love Poems;  la edición ampliada incluye una quinta sección, Nueva Obra. Como indican los títulos, los poemas de las cuatro secciones originales exploran los dos matrimonios y divorcios de Parker, su identidad lésbica y el amor.

## Análisis
Según Amy Washburn, Movement In Black "emblematiza la interseccionalidad y la simultaneidad como formas de revolución en las luchas del yo y la sociedad". Centrándose en "temas de tiempo y espacio, marginación y movimiento, diferencia y poder, visibilidad e invisibilidad e historia y memoria", Parker utilizó la escritura autobiográfica "para fusionar lugares personales y políticos de resistencia". Jewelle Gomez afirmó que a lo largo de Movement In Black, Parker utilizó "el lenguaje llano para valorizar las experiencias vitales ordinarias de las mujeres negras. Al hacerlo, dio a las demás un atisbo de posibilidad de crecimiento y cambio.